# 慈眼寺町
慈眼寺町（じげんじちょう）は、鹿児島県鹿児島市の町。郵便番号は891-0146。人口は1,439人、世帯数は647世帯（2020年4月1日現在）。慈眼寺町の全域で住居表示を実施している。

## 地理
鹿児島市の南部、和田川の中流域に位置している。町域の南部および北部には住宅地が形成されている。町域の北方には下福元町、南方には坂之上、南方から東方にかけては和田、東方には谷山中央がそれぞれ接している。
町域の北端には指宿枕崎線が通っており、町域内には1988年（昭和63年）に設置された慈眼寺駅がある。2011年（平成23年）2月から2016年（平成28年）3月まで高架化工事が進められた。なお、仮線撤去や道路整備など関連工事は2018年（平成30年）3月に完成した。また、鹿児島県道219号玉取迫鹿児島港線が通っているが高架となっているため町域内においては直接接続はできない。また、慈眼寺は下福元町に位置している。

### 河川
- 和田川

### 町名の由来
「慈眼寺町」という町名は付近に所在していた慈眼寺に由来する。また「じげんじ」ではなく『じがんじ』とも呼称する場合がある。

## 歴史
1996年（平成8年）2月13日に下福元町、上福元町、谷山塩屋町、和田町の区域にあたる谷山第一地区において住居表示が実施されることとなったのに伴い、下福元町の一部より「慈眼寺町」として設置された。同年11月18日には慈眼寺地区で住居表示が実施され、和田町及び下福元町の一部を編入した。
また、2005年（平成17年）には中央慈眼寺台地区が下福元町から慈眼寺町に編入された

### 町域の変遷
| 実施後           | 実施年             | 実施前           |
| ---------------- | ------------------ | ---------------- |
| 慈眼寺町（新設） | 1996年（平成8年）  | 下福元町（一部） |
| 慈眼寺町（編入） | 1996年（平成8年）  | 和田町（一部）   |
| 慈眼寺町（編入） | 1996年（平成8年）  | 下福元町（一部） |
| 慈眼寺町（編入） | 2005年（平成17年） | 下福元町（一部） |

## 人口
以下の表は国勢調査小地域集計の人口推移である。
| 年                 | 人口  |
| ------------------ | ----- |
| 2000年（平成12年） | 1,067 |
| 2005年（平成17年） | 1,089 |
| 2010年（平成22年） | 1,362 |
| 2015年（平成27年） | 1,404 |

## 施設

### 公共
- 慈眼寺東公園

### 寺社
- 谷山護国神社

## 小・中学校の学区
市立小・中学校に通う場合、学区（校区）は以下の通りとなる。
| 町丁     | 番地 | 小学校               | 中学校               |
| -------- | ---- | -------------------- | -------------------- |
| 慈眼寺町 | 全域 | 鹿児島市立和田小学校 | 鹿児島市立和田中学校 |

## 交通

### 鉄道
九州旅客鉄道指宿枕崎線
- 慈眼寺駅

### 道路
一般県道
- 鹿児島県道219号玉取迫鹿児島港線（但し高架になっているため町域内からの直接接続は不可）